# Kaplica (Kurzacze)
Kaplica – przysiółek wsi Kurzacze – niezaludniony przysiółek w Polsce, położony w województwie świętokrzyskim, w powiecie ostrowieckim, w gminie Kunów. Znajduje się około 5 km na północny wschód od miasteczka Kunów. Nazwa miejscowości pochodzi od kaplicy Świętej Katarzyny z 1430 roku.
Przez Kaplicę przechodzi  niebieski szlak turystyczny z Łysej Góry do Pętkowic i  zielony szlak rowerowy im. Witolda Gombrowicza.

## Historia
Początkowo Kaplica wyznaczała granicę między kluczami kunowskim i iłżeckim biskupów krakowskich. W Kaplicy około 1658 roku zmarł proboszcz kościoła szpitalnego w Kunowie, który ukrywał się tutaj przed Szwedami. Kapliczkę św. Katarzyny odnowił w 1703 pustelnik Jakub Nawoyski.
W XIX w. znajdowały się na tym terenie dwie osady: leśna należąca do zakładów starachowickich oraz włościańska z 1 domem i 5 mieszkańcami.
W czasie powstania styczniowego, 17 stycznia 1864 roku w okolicach Kaplicy oddział pułkownika Karola Kality stoczył zwycięską bitwę z Rosjanami (bitwa pod Lubienią). Wydarzenie to upamiętnia tablica umieszczona na ścianie kapliczki św. Katarzyny. O przebiegu bitwy pułkownik pisał w swoich wspomnieniach: Ze wspomnień krwawych walk.
W czasie II wojny światowej kapliczka św. Katarzyny służyła jako skrzynka kontaktowa partyzantów.
W XX w. wieś wyludniła się. W latach 70. wyprowadzili się ostatni mieszkańcy. Pozostałością po miejscowości jest kaplica św. Katarzyny. Znajdują się tu także zabezpieczone odwierty wody pitnej.

## Kaplica św. Katarzyny
Gotycką kapliczkę św. Katarzyny ufundował w roku 1430 biskup Zbigniew Oleśnicki. Jest ona najstarszą wolno stojącą kaplicą w Polsce. Poza swoją funkcją sakralną kaplica św. Katarzyny odgrywała rolę słupa granicznego, który rozdzielał klucze: kunowski i iłżecki. Kaplica zbudowana jest na planie ośmiokąta, wewnątrz okrągła. Nad wejściem znajduje się herb biskupa Oleśnickiego – Dębno. Herb fundatora umieszczono także na eliptycznym sklepieniu kaplicy. W kaplicy znajduje się ołtarzyk z figurą św. Katarzyny, pochodzący z przełomu XVII i XVIII wieku.
W 1979 roku na ścianie kaplicy umieszczono pamiątkową tablicę z napisem Miejsce walki powstańców 1863 r.
Kapliczka została wpisana do rejestru zabytków nieruchomych (nr rej.: A.608 z 27.04.1984 z 28.09.1989).